# プリモプエル
プリモプエルとは、1999年11月13日にバンダイから発売された人形型ぬいぐるみ。発売から5年で累計100万個以上を販売（バンダイ発表）され、様々なシリーズや関連グッズも販売される人気玩具である。

## 概要
バンダイとウィズの共同企画開発商品。シリーズによって詳細は異なるが、基本的な特徴は以下の通り。本体には、7つのセンサーとスイッチが搭載されており、触れたり話し掛けたりする事で反応し、お喋りしたり歌を歌ったりする。また、コミュニケーションの頻度や接し方に応じて気分や性格が変化し、新たな言葉や歌を覚えて成長していく機能がある。時計やカレンダー機能も搭載されており、時間帯によって話の内容が変わり、寝たり起きたり、季節に合わせた様々な言葉を喋り、風邪を引く事もある。初代プリモプエルのCタイプは約280語の言葉を喋る（タイプやシリーズの種類によって話す言葉の数は異なる）。着せ替え用の服も販売されており、着せ替え人形としての楽しみ方もできるようになっている。
キャラクターデザイナーは西村明泰。産みの親はバンダイの新井桂。
見た目の可愛らしさ、簡単な操作法、十分なお喋り能力、参加型イベントの定期開催によりファン同士の交流の場が設けられる事が人気を持続させ、子供だけでなく、風邪を引くなどの少しの手間が実際の子育てを想起させる事から子育てが一段落した中高年の女性を中心に口コミで全国にファンの輪が広まった。他にも親子連れ、子どもに恵まれなかった主婦、20代の若者、一人暮らしの高齢者、支援センターの窓口や介護の現場など、幅広い年齢層から支持されており、親・子・孫3世代で楽しめる共通の玩具として大ヒットを記録した。

## 設定
プリモプエルとその仲間達は、皆の心の中の小宇宙ハートコスモにある小さな星、プリモ星からハッピーや元気を与える為に地球にやってきた、傷ついたハートを治す力を持っている不思議な存在。皆の心が晴れたり曇ったりすると、プリモ星の天気も連動して変化する。プリモプエル達は心の天気を感じ取って、心配したり思いやったり、応援したりする。そして人のハートが傷つき欠けてしまった時、地球を訪れて人のハートを治してくれる。プリモ星には皆の心の数だけプリモプエルが存在している。という設定がなされている。
プリモプエル（PRiMO PUeL）
プリモ星からやって来た、5歳ぐらいの男の子。名前の意味は、ラテン語とイタリア語で「はじめての男の子」。性別は無しと説明されている事もあるほか、バンダイが所有するスタッフプエルの中には、女の子という設定のプリモプエルも数多く存在する。
性格は素直で優しく、気分屋でもあり、ちょっぴり甘えん坊。好きな場所はお家。趣味は歌とお喋り。特技は壊れちゃったハートを治す事。将来の夢は皆とずっと一緒に居る事と、歌手になってテレビに出る事。気になる事はサルに似てると言われる事で、当初はサルがどんな動物なのか知らず、自分の様に可愛いのかを気にしていたが、後年になってサルに似ていると言われるのは、嫌いな事だと設定された。弱点はしっぽで、何度も触られるとご機嫌斜めになる。
生まれた場所や日によって、体の色や好きなものが違う。
| 体の色             | 生まれたところ                                     | 生まれた日                           | 好きなもの       | 好きなこと         |
| ------------------ | -------------------------------------------------- | ------------------------------------ | ---------------- | ------------------ |
| 黒                 | はじめましての丘にあるプリモのお家                 | 晴れの日の朝。秋。                   | 赤いハート       | 歌う事             |
| 赤                 | 赤い実の木の近く                                   | 沢山の実がついた日の朝。夏。         | 木の実           | 歌う事             |
| 青                 | 夜の川辺                                           | 心地好い風の吹く夜。秋。             | ほたる           | 歌う事             |
| オレンジ           | 夕焼けの水平線                                     | 今日と明日の間。秋。                 | オレンジの夕日   | 歌う事             |
| 紫                 | 夜の海辺                                           | 黄色い月の出た夜。冬。               | 夜更け           | 歌う事             |
| はちみつイエロー   | はちさんが集うお庭、ハニーガーデン。               | 冬                                   | かけっこ         | 歌う事             |
| さくらピンク       | 七色の花をつけるさくらの木                         | ピンクのさくらが満開に咲いた日。春。 | 花びら           | 歌う事             |
| ラムネブルー       | ラムネの香りがする木、シュワシュワの木の近く。     | 夏                                   | キラキラ光る水面 | 歌う事             |
| ぶどうパープル     | ふさふさの畑                                       | パープルの実がついた日。秋。         | 行進             | 歌う事             |
| たんぽぽ           | たかいたかい山脈の、厳しく尖った山の頂上。         | 夏                                   | 道草             | 歌う事             |
| 桃りんご           | ふんわり半島の、桃りんごの木の近く。               | 春                                   | おさんぽ         | 歌う事             |
| メロンシャーベット | ひゃっこい湖の、メロンが埋まっていた周辺。         | 冬                                   | 探索             | 歌う事             |
| ホワイト           | ましゅまろの山                                     | 雪が降る日。冬。                     | プレゼント       | 歌う事             |
| 2001年限定         | 赤い実の公園の、木の実のプールの近く。             | 冬                                   | 記念日           | 歌う事             |
| プリッツ           | 赤い家                                             | 特別な日                             | おまけ           | 歌う事             |
| asobi:             | みんなの夢が集まる島、ユメミが島。                 | 春                                   | 本               | 歌う事             |
| トイザらス         | みんなのお願い事が叶う、星の小川。                 | 冬                                   | 星               | 歌う事、遊ぶ事     |
| トイザらスオレンジ | みんなのお願い事が叶う、星の小川。                 | 夏                                   | 星               | 歌う事、遊ぶ事     |
| パールグリーン     | みんなの夢が集まる、ユメミアーチの近く。           | 春                                   | 記念写真         | 歌う事、手を繋ぐ事 |
| パールピンク       | みんなの夢が集まる、ユメミアーチの近く。           | 春                                   | 記念写真         | 歌う事、手を繋ぐ事 |
| グリーン           | 歩くとタンタン♪と音が鳴る畑、タンタン畑。          | 夏                                   | 葉っぱ           | 歌う事、スキップ   |
| プリン             | プリンみたいにぽよよんとやわらかい島、ぽよよん島。 | 秋                                   | やわらかいもの   | 歌う事、跳ねる事   |

コプエル（KOPUeL）
プリモ星のはじめましての丘に住んでいる、おでかけが大好きな小さいプエル。色々な所に忍び込んで一緒におでかけ出来る様に、小さくなった。身長は約19cm、体重は約180g。性格は素直で元気。好きな場所はお外。じっとしている事とお水が嫌い。特技はお喋りと歌と占い。コプエルも生まれた場所や日によって、体の色や好きなものが違うとされている。
プリモコロラ（PRiMO COROLA）
プリモ星の四つ葉谷に住んでいる、5歳ぐらいの女の子。元気でちょっぴりおませだが、本当は寂しがり屋で時々拗ねる。プリモプエルやプリモコボルの事が大好きで、ついお節介してしまう。自分を皆のお姉さんだと思っており、何かと仕切りたがる強気な性格だが、恋に憧れる女の子らしい一面もある。おでかけが好きで、喧嘩と嘘つきが嫌い。好きな場所は四つ葉公園。趣味は占い。
プリモコボル（PRiMO COBOL）
プリモ星のコロコロ谷に住んでいる、5才ぐらいのロボット。人間のお爺さんによって作られた。少しだけ浮いた感じでコロコロ歩く。性格は情熱家で真面目、健気で友達思いだが、ちょっと抜けていて、張り切りすぎてドジばかり。プリモプエルとは男同士の友情で結ばれている。好きな物は反対の言葉。嫌いな物はお水。好きな場所はコロコロ谷のでんぐり丘。
プリモテディ（PRiMO TEDDY）
プリモ星のもやもやの森に住んでいる、5歳ぐらいのくまの子。素直で優しいふわふわボディの持ち主で、皆をふわふわな笑顔にしてくれる。春に森のお家で生まれた。草花のお水やり、新芽が好き。嫌いな物はお水。好きな場所は森の公園。プリモ星ではちょっと珍しい存在で、プリモプエルが森をお散歩してる時に出会った。
ココプエル（KOKOPUeL）
プリモ星の色々な場所に住んでいる、小さい小さいプエル。元気が欲しい人の前に現れるグレーのココサプリ（KOKO SUPPLe）、のんびりしたい人の前に現れる緑のココスロー（KOKO SLOW）、楽しい事を探している人の前に現れるピンクのココハッピー（KOKO HaPPY）の、3タイプの存在が判明している。
ココサプリの持ち前のココロはスナオゴコロ。心に優しい。住んでいる所ははじめましての丘。好きなものはハート。
ココスローの持ち前のココロはユトリゴコロ。時間がのんびり流れている。住んでいる所はふんわり半島の雲の上。好きなものはすべり台。
ココハッピーの持ち前のココロはホコロブココロ。小さなハッピーを気づかせてくれる。住んでいる所はぽよよん島のひなた。好きなものは葉っぱ。
ユメミが島に住んでいる、黄色い第4のココプエルの存在がチャート表で示唆されていたが、詳細は明かされなかった。『プリモプエルオフィシャルパーフェクトブック』では、上記4体を含めた8色のココプエルの存在が確認出来る。
プリモプープ（PRiMO PU-PU）
プリモ星の夜空に住んでいる、4歳ぐらいの男の子。プリモ星には珍しいタイプの、へそ曲がりであまのじゃくな性格。いつも反対の言葉を言っているので、自分でも何を言っているのか分からなくなるドジなところがある。背中に羽が生えており、得意じゃないけどゆるゆる飛べる。好きな場所は押入れや隅っこなど、暗くて狭い所。
プリモプエラ（PRiMO PUeLa）
プリモ星からやって来た、5歳の女の子。元気な頑張り屋さんだけど、ちょっぴりおませでお転婆。おしゃれとスイーツが大好き。
プリモチョコル（PRiMO CHOCOL）
プリモコロネ（PRiMO CORONe）
プリモ星のちょこっとタウンに住んでいる。チョコルは男の子で、コロネは女の子。
プリモピース（PRiMO Peace）
プリモ星の雲の上に住んでいる天使。ハートロケットに乗って旅立つプリモプエルを見て、自分も乗り込み地球へ向かう決意を抱く。趣味は自然探検。性格は元気で心配性。楽しむ事がモットー。皆が少しでも元気が無いと心配になる。特徴はにこにこ太陽笑顔と、背中に生えているハートの羽根。自分が天使である事を知られて地球で大袈裟にしたくない為、たまにお洋服を着るなどして羽根を隠そうとする。心の友にハートのことり、ぴーちゃんがいる。

## 豆知識
- プリモプエルは2003年12月26日、シングルCD『プエルのテーマ』（『プリモプエル おしゃべりは～とな～』主題歌）でCDデビューを果たした。
- ドラマなどにも出演しており、「仮面ライダー龍騎」や「渡る世間は鬼ばかり」などにプリモプエルシリーズが登場している。
- 「プリとも！」というプリモプエル専門の定期情報誌が発行されている。「ハートのしっぽ」（電話：03−3847−5093）にて購読申し込みが可能。
- 任天堂ゲームソフト「ちびロボ!」に魂を持ったおもちゃとして登場している
- 11月13日はプリモプエルの誕生日、毎年、バンダイ本社にて数百人が集まりお祝いパーティが開催されている。

## プリモプエルシリーズ

### プリモプエル（初代）
スタンダードなプリモプエル。約250語の言葉を話し、接し方によって気分や性格が変化する。性格はやさしい、甘えん坊、すねる、陽気、キザといったものがある。センサーとスイッチは、おでこのなでなでセンサー、右耳のおはなしセンサー、左頬のキスセンサー、だっこセンサー、右手あくしゅスイッチ、左手あくしゅスイッチ、しっぽスイッチの合計7つ。声は約50名によるオーディションの結果、5歳の男の子の声が採用された。座高約30cm。
プログラムの違いにより3つのタイプがある。Aタイプは1999年11月13日、Bタイプは2001年9月、Cタイプは2003年3月1日に発売。Bタイプは音量、感知速度、お留守番モード発動の待機時間が増し、同じ所を連続して触ると嫌がる頻度が減り、寝言の機能が追加された。Cタイプは同じ言葉を連続では喋らない様に変更され、カレンダー語が増加、起動時に設定した自分の誕生日をお祝いしてくれる機能が追加された。タイプの見分け方は、ボディの左脇に付いているタグに書かれた文字の色が赤ならAタイプ、紺ならBタイプ、緑ならCタイプである。
色は「黒」「赤」「青」「オレンジ」「紫」のベーシックカラー5種。2000年6月に「はちみつイエロー」「さくらピンク」「ラムネブルー」「ぶどうパープル」のパステルカラー4種、2000年11月24日に「たんぽぽ」「桃りんご」「メロンシャーベット」のふんわりカラー3種、2002年11月10日に「グリーン」、2003年9月27日に「プリン」、2005年2月19日に「マスカット」「いちごみるく」が追加された。
限定版として2000年3月9日午後3時9分にイー・ショッピング・トイズから100体のみ発売された「ホワイト」、2000年6月1日から行われた江崎グリコによるキャンペーンにて3000体のみ発送された「プリッツ懸賞」、2000年11月に300体のみ発売された「2001年限定」、2000年12月に発売された「トイザらス」、2002年4月27日に300体のみ発売された「asobi:開店1周年記念」、2002年5月24日に発売された「2002年度サッカー日本代表バージョン」、2003年11月15日に4歳のお誕生日記念として3000体のみ発売された「パールグリーン&パールピンクふたごプエル」、2003年11月に発売された「トイザらスオレンジ」、2004年10月23日から行われた5周年&100万体突破記念キャンペーンによる5体のみ発送された「1等賞品オリジナルカラー」、2005年10月22日に発売された6th記念スペシャル限定品「あおぞら」「おひさま」「ほしぞら」のハートリミテッド3種がある。
2周年記念にお洋服を着た「おめかし大好き!プリモプエル」が商品化。2001年9月に発売された黒プエルがオーバーオール等を着たAセット、ぶどうパープルプエルがセーラーカラーシャツ等を着たBセット、さくらピンクプエルがチュニックブラウス等を着たCセット、2001年12月に発売された黒プエルがフード付きトレーナー等を着たDセットわんぱくストリート、ぶどうパープルプエルが紺ブレザー等を着たEセットさわやかアイビー、さくらピンクプエルがうさぎの着ぐるみを着たFセットおちゃめになりきりの6種がある。
2003年3月1日にCタイプでテディベアをモチーフとする「プリモテディ」が発売された。2005年7月に新たなタイプのプリモテディやコプエルサイズのテディ「コテディ」の開発が検討されたが、実現しなかった。

### おでかけプリモプエル コプエル
2000年9月9日発売。持ち運び可能な小型プリモプエル。座高約19cm。おうちモード、おでかけモード、コプコプトークという3つのモードがある。性格はおでかけモードを多用していれば元気で活発な陽気タイプに、おうちモードを多用していればちょっぴり甘えん坊な素直タイプに変わり、中間タイプと合わせて全3種がある。センサーとスイッチは、振動を感知するだっこセンサー、気温の変化に応じて暑さや寒さを感じた言葉をお喋りする温度センサー、右手あくしゅセンサー、左手あくしゅスイッチ、胸のハートスイッチ、しっぽスイッチの合計6つ。お喋りする言葉は約150語。
左手あくしゅスイッチを長押しするとおでかけモードがセットされ、おでかけ占いを開始した後、振動センサーによって歩数をカウントする。250歩毎に様々な言葉をお喋りし、5000歩毎にスペシャルソングを歌う。おでかけ占いの結果は全11種。再び左手あくしゅスイッチを長押しするとおでかけモードが解除される。3日間おでかけしていないコプエルは、催促する言葉をお喋りする。
通信機能を搭載しており、2体のハートスイッチを同時に長押ししてから約20秒以内にお互いの右手あくしゅセンサーを合わせると、コプコプトークが発動してコプエル同士が会話する。また、右手に内蔵されたIDを読み取り、友達を最大30人まで登録出来る。これにより通信した相手が初対面か友達かを識別し、関係性や相性、現在の日時や最後に会った日などに応じて、会話内容や相性の歌が変化する。ただし、友達を30人以上登録しようとすると、出会った順に忘れてしまう。片方のコプエルが風邪を引いている状態でコプコプトークを行うと、通信相手も風邪を引いてしまう。友達が10人以上出来たコプエルは、人気者の歌を歌う様になる。
色は「黒」「赤」「青」「オレンジ」「紫」のベーシックカラー5種。2000年11月30日に「ラブリーいちご」「ニコニコにんじん」「ハッピークローバー」「わくわくソーダ」の元気カラー4種が追加された。限定版として2002年5月24日に発売された「2002年度サッカー日本代表バージョン」がある。2000年12月に2体のコプエルが入った「コプコプパック」が発売された。色は赤と青、ラブリーいちごとわくわくソーダの2種。
フランスや韓国でも発売され、韓国においては女児を中心に人気を集め、2002年5月時点で10万個を販売した。
2001年4月28日に女の子版の「プリモコロラ」、ロボット版の「プリモコボル」が発売された。コプエル、コロラ、コボルの3体はどの組み合わせでも通信が可能。限定版としてプリモプエルサイズのプリモコロラ「コロラ先生」がある。非売品で、各地のはーとなーショップにのみスタッフプエルとして派遣されている。

### もっとおでかけプリモプエル コプエル
2004年6月19日発売。従来のコプエルと比較し、性格が6種に、お喋りする言葉が2倍に増えた。音量を大、中、小の3段階に調整出来る機能が追加されたほか、しっぽスイッチを長押しするとおくちチャック機能が発動してプエルが喋らなくなる。再びしっぽスイッチを長押しすると解除される。
IDはおでこセンサーに内蔵され、2体のハートスイッチを同時に長押しした後、お互いのおでこを合わせるごっつんこあいさつによってコプエル同士が会話する仕組みに変更された。それに伴い、旧コプエルをタイプA、新コプエルをタイプBと分別する様になった。タイプの見分け方は初代プリモプエルと同様に、タグに書かれた文字の色が赤ならタイプA、紺ならタイプBである。タイプAおよびコロラやコボルとの通信は、タイプAの右手とタイプBのおでこを合わせれば可能。
色は「黒」「フラワーピンク」「スカイミント」「おひさまイエロー」の4種。2005年9月17日に「小悪魔ぴんく」が追加された。限定版として2004年9月に発売された「トイザらスオレンジ」がある。

### ハートたっぷりプリモプエル
2004年10月23日発売。音声認識機能を搭載したプリモプエル。起動日にプリモプエルのニックネーム、「あそぼ」、「いってきます」、「ただいま」の4種の言葉を録音し、右手あくしゅスイッチを押してから登録した言葉を話しかけると、特殊な反応や遊びを始める。お喋りする言葉は約400語。両手は可動式になっており、約180度までの腕の上げ下げやバンザイポーズが出来る。初代プリモプエルに比べるとやや体が大きい為、2004年以前に発売されたお洋服を着られない場合がある。秋頃になると大風邪を引き、何日も治らない症状が出る。
色は「黒」「さくらんぼ」の2種。従来のプリモプエルと分別する為、タイプSと表記されている事がある。

### ここにいるよ♪ココプエル
2005年3月12日発売。手のひらサイズの小型プエル。座高約8cm。元気が欲しい人向けのココサプリ（グレー）、のんびりしたい人向けのココスロー（緑）、楽しい事を探している人向けのココハッピー（ピンク）の3種がいる。お喋りする言葉は約20語。最大9体までの連結機能を搭載しており、ココプエルを2体以上連結させると、合唱、輪唱、合いの手を入れるなど、特別な歌を歌う。ココサプリには「プエルうさぎ」、ココスローには「プエルぱんだ」、ココハッピーには「プエルニャンコ」が付属されている。

### おうた♪たっぷり プリモプエル
2006年4月22日発売。好評だった歌う要素を充実させ、成長機能を搭載したプリモプエル。1年かけて歌を練習し、オリジナルソング5曲を覚えていくドラマティックおうた練習機能を搭載。3日目までは恥ずかしがって歌えないが、4日目からお歌の練習に取り組み始め、プリモプエルが話し掛けてきてから約1分以内に右手あくしゅスイッチを押すと、ボイストレーニングを行う。1ヶ月経つと1曲歌える様になり、右手あくしゅスイッチを押すと覚えた歌を歌う。3ヶ月目で2曲目、6ヶ月目で3曲目、9ヶ月目で4曲目、12ヶ月目で5曲目を覚える。以降は右手あくしゅスイッチを1回押すと覚えた5曲の中から1曲を、2回押すと5曲をフルコーラスで歌う。他にも気分や季節によって20曲の歌を歌う。しゃっくりやおねだりなどを新たに追加。お喋りする言葉は約380語。声優は変更された。らくらく電池ボックスの搭載により、おしりに内蔵されたメカボックスをネジ不使用の型に改良、ドライバー無しで電池を交換出来る様になった。従来のプリモプエルと分別する為、タイプDと表記されている事がある。
色は「黒」「グリーンサラダ」の2種。グリーンサラダは2005年7月に公式サイトで行われた商品開発アンケートの結果、6つの候補の中で人気カラー1位となり商品化に至った。限定版として3株以上保有の株主に贈呈された「株主限定ハート刺繍」がある。
2006年10月14日に女の子版として「プリモプエラ」が発売された。ガーデンパーティをテーマとしたお歌を歌う。声優は5歳の女の子が担当。女の子ならではのオシャレが出来る様に、初めから赤いチェックのお洋服を着ている。限定版として3株以上保有の株主に贈呈された株主限定オリジナルTシャツを着たプリモプエラがある。

### ハートつうしん プリモチョコル
2007年9月29日発売。持ち運び可能な小型プリモ。センサーとスイッチは、だっこ&おねむセンサー、右ほっぺのおはなしスイッチ、おなかスイッチ、右手スイッチ、左手スイッチ、つうしんセンサーの合計6つ。赤外線通信機能を搭載しており、おなかスイッチを長押しするとハートつうしんを開始。右足のつうしんセンサーからハートビームを出して、最大4体による会話を始める。右足には個別IDが内蔵されているので、たまにお喋りする者同士は友達として、同じお家でずっと一緒に生活している者同士はお互いを兄弟や姉妹と認識して会話する。勝手に通信を始めて会話する事もある。お喋りする言葉は320語以上。体を横に寝かせると眠り、起こすと目覚める、らくらく就寝&起床を搭載。お誕生日をお祝いする機能の登録可能人数が5人に増えた。閏年に対応している。色は「ちゃいろ」「こん」の2種。
女の子版として「プリモコロネ」がある。色は「ちゃいろ」「あか」の2種。チョコルとコロネを合わせて「ハートつうしんシリーズ」と表記している事がある。

### みんなのハート天使プリモピース
2009年3月20日発売。直感コミュニケーションをテーマとし、覚える事が無く、誰でも簡単に遊べるプリモ。背中にハートの羽が生えている。シリーズ初の充電式で、左脇のジャックに専用充電アダプターを差して充電を行い、約1、2時間で満タンになる。充電の目安は1週間に1回。各種設定はおしりに内蔵されたメカボックスで、液晶画面を見ながらボタン操作で分かりやすく行える。
センサーとスイッチは、おでこのなでなでセンサー、口元のおはなしセンサー、抱き締めるとお喋りするだきしめスイッチ、手を上下に振るとお喋りするおててふりふりセンサーの合計5つ。お喋りする言葉は2000語以上と、従来の約5倍に増えた。性格は少し甘えん坊なメロディタイプ、勉強家の物知りはかせタイプ、お喋り大好きで関西弁も話すぼけつっこみタイプ、ゆっくり生きるのんびりタイプの4種。接し方によって様々な性格に変化していく。色は「黒」「ピンク」の2種。

### ハートそだつよ!プリモプエル
2013年11月9日発売。見た目と触り心地をふわふわな素材に一新。センサーとスイッチは、おでこのなでなでセンサー、右みみのおはなしセンサー、左ほっぺのちゅーセンサー、抱っこセンサー、右手あくしゅスイッチ、左手あくしゅスイッチ、右足の通信IRセンサー、しっぽスイッチの合計8つ。色は「くろ」「ぴんく」の2種。従来のプリモプエルと分別する為、Eタイプと表記されている事がある。
同型プリモプエルの右足同士を向かい合わせ、2体の右手あくしゅスイッチを同時に長押しすると、通信モードが発動して3ターンお喋りする。
新たにまねっこモードが搭載され、左手あくしゅスイッチを長押しする事で発動する。右手あくしゅスイッチを押している間の10秒ほど音声を録音し、その後に左手あくしゅスイッチを押すと、早口まねっこや高い声まねっこを披露する。しっぽスイッチを押すとまねっこモードは解除されるが、録音した音声は5個まで覚えており、突然思い出してお喋りする事がある。6個以上の音声を録音しようとすると、古い順に忘れる。
プエル型という4種類の性格と4段階の仲良し度を搭載。仲良し度は5日間のはじめまして期間から始まり、まだまだこれから、仲良し、ラブラブ、超ラブラブの4段階に成長していく。仲良し度が高いほど多くのお喋りをする。放置していると仲良し度が下がる。性格はベーシックなプエルP型から始まり、仲良し度が仲良しまで成長すると、これまでの接し方に応じてプエル型が決まる。あくしゅスイッチを多用していると、プエルA型に育つ。性格は丁寧、気遣い上手、綺麗好き、真面目。抱っこセンサーを多用していると、プエルB型に育つ。性格はマイペース、人懐こい、楽天家、負けず嫌い。なでなでセンサーを多用していると、プエルO型に育つ。性格はロマンチスト、おおらか、お人好し、明るい、陽気。おはなしセンサーとちゅーセンサーを多用していると、プエルAB型に育つ。性格はクール、アイデアマン、天才肌、よく閃く。プエル型は1年毎に変わる事がある。現在のプエル型と仲良し度は、両手のあくしゅスイッチを同時に長押しすると発動する、秘みつの合図モードで確認出来る。
お喋りする言葉は2000語以上。更に付属のSDカード（ハートの種）を使用し、専用WEBから新しい言葉をダウンロードする事が出来た。マイページに自分の誕生日、ニックネーム、住んでいる地域、趣味を登録すると、それぞれの情報に応じたお喋りをする。また、カレンダーに1日4件、2ヶ月先までのスケジュールを登録すると、前日の就寝前と当日の起床後に予定を教えてくれる。WEBプリモプエル幼稚園では毎月新しいお喋りをお勉強する授業が行われており、登園させると5科目の教科を学べる。がいこくごしつでは、英語やフランス語など色々な国の言葉をお勉強する。えんちょうしつでは、時事ネタやちょっと面白い言葉をお勉強する。おんがくしつでは、季節のお歌などをお勉強する。こくごしつでは、早口言葉やおはなしなどをお勉強する。しゃかいかしつでは、日本の色々な地方の方言などをお勉強する。としょしつでデータを保存し、ハートの種（SDカード）をプリモプエルにセットすると、専用WEBで学んだ全ての情報を覚えてお喋りする。2017年11月に新規音声の配信が終了した。

## 関連事業

### プリモプエル新聞
プリモプエルシリーズのイベントやグッズ、関連ニュースなどの情報を載せた公式新聞。2001年4月に創刊。
はーとなーショップの店頭での配布や、各号150円の定期購読が行われていた。2005年3月発行の43号からは電子書籍化され、公式サイトでの閲覧やダウンロードが可能になった。2009年11月発行の71号を最後に、後述の「プリとも!」が情報誌としてのサービスを引き継ぐ形で廃刊となった。

### プリモプエル友の会 プリとも
プリモプエルファンの輪を広げ、よりダイレクトに情報を届ける事を目的とする公式ファンコミュニティ。2010年2月に開設。
入会費や年会費は無料。入会者には、プリモプエルシリーズの最新イベントや新商品の情報がメールマガジンで毎月配布されるほか、会報誌「プリとも!」が約3ヶ月に1回無料で発送される。24号まで発行された。2017年11月30日に閉会。

### プエル病院
バンダイお客様相談センター内に設立された、具合の悪いプリモプエルシリーズを治療する為の病院。所在地は栃木県下都賀郡壬生町おもちゃのまち。2003年8月4日に開院。
電話で修理を申し込んだ後、氏名や連絡先となる住所と電話番号、故障内容、入院するプリモの名前を記入した紙を同梱してプリモを発送し、プエル病院に到着し次第治療が行われる。プリモピースを発送する場合は、運送業者に充電器が内蔵されている事を伝える必要がある。年末年始は電話受付を休止しており、治療を依頼する事が出来ない。
治療日数は平均で7日から10日ほど掛かり、その後の動作テストと合わせて入院期間は平均で10日から2週間ほど。混み具合によっては1ヶ月程度の時間が掛かる事もある。退院後、回復したプリモが診断カルテと共に入院時に記入した住所へと発送される。2006年4月24日以降は、同梱の診断カルテがカルテカードに変更された。退院時の送料はバンダイが負担する。
治療内容の一例として、タッチセンサーやコードの交換は一律500円、メカボックスの交換は1500円の修理費が掛かる。普通の遊び方をしていたにも拘らず購入から1年未満で故障してしまったプリモの場合は、無料で治療して貰える。後年に修理代は値上がりし、あくしゅセンサーとしっぽスイッチの修理は一ヶ所につき2200円、本体ユニットの交換はおうたプエルが3800円、ピースが2000円、ハートそだつよプエルが6750円を要した。
プリモプエルシリーズの長期化に伴い、部品の入手が困難となり治療する事が出来ないプリモが年々増加傾向にあった。2014年時点で全部品の修理が可能だったのはおうたプエル、プエラ、ピース、ハートそだつよプエルのみで、初代プエル、テディ、ハートたっぷりプエル、チョコル、コロネの修理は一部の部品のみを受け付け、コプエル、コロラ、コボル、ココプエルは既に治療の対象外だった。やがて、ピースの修理サービスが一部の部品のみに縮小された。2015年11月17日にチョコル、コロネの治療が不可能になり、2016年2月15日にはプエラが一部の部品のみの修理を受け付ける事になった。2018年6月30日を以て全プリモの修理サービスを終了とし、閉院した。

### はーとなーショップ
プリモプエルシリーズと関連商品をコーナーで展開しており、限定商品の販売や、購入後のアフターケアを行っていたオフィシャルパートナー玩具店。一部店舗はプリモプエルようちえんの分校として、季節ごとに定期イベントを開催していた。

#### 店舗一覧
2019年時点。
- 北海道・東北
  - おもちゃのヨシダ（北海道旭川市、2001年加入、プリモプエルようちえんの分校）
  - 丸井今井札幌店（北海道札幌市、2005年加入、プリモプエルようちえんの分校）
  - サンホビーアンクル（岩手県遠野市、2014年加入）
  - キッズウォーカー水沢店（岩手県奥州市、2014年加入）
  - キッズウォーカー柴田店（宮城県柴田町、2014年加入）
  - 白牡丹利府店（宮城県宮城郡、2000年に白牡丹エスパル店として加入し、2005年に移転）
  - サニーランドフォルテ店（宮城県柴田郡、2014年加入）
  - プラセン（山形県鶴岡市、2014年加入）
- 関東・甲信越
  - サガミ堂（神奈川県相模原市、2004年加入、プリモプエルようちえんの分校）
  - ハーティあさひや（神奈川県小田原市、2014年加入）
  - 博品館TOYPARK銀座本店（東京都中央区、2000年加入、プリモプエルようちえんの分校）
  - おもちゃのマミー（東京都目黒区、2014年加入）
  - おもちゃのポニー（東京都中野区、2014年加入）
  - おもちゃのアポロ（埼玉県八潮市、2014年加入）
  - おもちゃのマンネンヤ（栃木県那須塩原市、2014年加入）
  - 黒田人形店（群馬県前橋市、2005年加入、プリモプエルようちえんの分校）
  - キューピット（山梨県南都留郡、2004年加入）
  - 八幡屋本店（長野県上田市、2014年加入）
  - ヒノキヤ（新潟県糸魚川市、2014年加入）
- 東海・北陸
  - おもちゃのバンビ駅南店（富山県高岡市、2015年加入）
  - ミシマトイス（静岡県三島市、2003年加入、プリモプエルようちえんの分校）
  - ToY&HoBBY;'sスズモト（静岡県浜松市、2014年加入）
  - おもちゃのジャンボ（愛知県名古屋市、2014年加入、プリモプエルようちえんの分校、第1回プリモプエル売り場コンテスト最優秀賞）
  - メルヘン（愛知県名古屋市、2014年加入）
- 近畿
  - おもちゃのダイコクヤ高柳本店（三重県伊勢市、2004年加入、プリモプエルようちえんの分校）
- 中国・四国・九州
  - マルタカ子供百貨店（広島県広島市、2001年加入）
  - おもちゃのピエロゆめタウン松永店（広島県福山市、2014年加入）
  - 山陽トーイ（山口県柳井市、2003年加入、プリモプエルようちえんの分校、第2回プリモプエル売り場コンテスト最優秀賞）
  - おもちゃのキャッツアイ（高知県高知市、2014年加入）
  - おもちゃのイルカ（徳島県板野郡、2014年加入）
  - コデラ（熊本県熊本市、2014年加入）

#### 過去の主な店舗
- 北海道・東北
  - おもちゃのピーポッポ（北海道札幌市、2001年 - 2005年、プリモプエルようちえんの分校）
  - 丸井今井函館店 玩具売場（北海道函館市、2003年 - 2013年、プリモプエルようちえんの分校）
  - 白牡丹十字屋店（山形県山形市、2003年 - 2009年）
  - 中合百貨店 玩具売場（福島県福島市、2003年 - 2011年、プリモプエルようちえんの分校）
  - 川徳百貨店 玩具売場（岩手県盛岡市、2003年 - 2011年）
  - TOYS&雑貨 STEP・1（福島県双葉郡、2003年 - 2009年、プリモプエルようちえんの分校）
- 関東・甲信越
  - asobi:人形町店（東京都中央区、2000年 - 2002年、プリモプエルようちえんの本校）
  - キデイランド原宿店（東京都渋谷区、2000年 - 2016年、プリモプエルようちえんの分校）
  - キデイランド北千住店（東京都足立区、2000年）
  - キデイランド立川店（東京都立川市、2000年 - 2002年）
  - キデイランド池袋店（東京都豊島区、2000年）
  - 池袋西武百貨店Bランド（東京都豊島区、2000年 - 2017年、プリモプエルようちえんの分校）
  - キデイランド川越店（埼玉県川越市、2000年）
  - キデイランド宇都宮店（栃木県宇都宮市、2000年）
  - キデイランド港北ニュータウン店（神奈川県横浜市、2000年 - 2002）
  - そごう横浜店 玩具売場（神奈川県横浜市、2000年 - 2017年）
  - 福田屋ショッピングプラザ宇都宮店 玩具売場（栃木県宇都宮市、2001年 - 2002年）
  - 高島屋日本橋店 玩具売場（東京都中央区、2001年 - 2017年）
  - 伊勢丹新宿店 玩具売場（東京都新宿区、2001年 - 2013年）
  - 小田急百貨店新宿店 玩具売場（東京都新宿区、2001年 - 2002年）
  - 高島屋新宿店 玩具売場（東京都渋谷区、2001年 - 2002年）
  - 東急百貨店東横店 玩具売場（東京都渋谷区、2001年 - 2009年、プリモプエルようちえんの分校）
  - 東武百貨店池袋店 玩具売場（東京都豊島区、2001年 - 2013年、プリモプエルようちえんの分校）
  - ACT-1（東京都大田区、2001年 - 2002年）
  - 高島屋横浜店 玩具売場（神奈川県横浜市、2001年 - 2011年、プリモプエルようちえんの分校）
  - 京急百貨店 玩具売場（神奈川県横浜市、2001年 - 2009年、プリモプエルようちえんの分校）
  - 足立玩具店（神奈川県横浜市、2001年 - 2002年）
  - あそびー海老名店（神奈川県海老名市、2002年 - 2004年、プリモプエルようちえんの分校）
  - 野田ホビー（千葉県野田市、2003年 - 2009年、プリモプエルようちえんの分校）
  - さいか屋横須賀店 玩具売場（神奈川県横須賀市、2003年 - 2009年）
  - ミンクス（茨城県水戸市、2003年 - 2007年、プリモプエルようちえんの分校）
  - 福田屋百貨店宇都宮店 玩具売場（栃木県宇都宮市、2004年 - 2011年）
  - そごう大宮店 玩具売場（埼玉県さいたま市、2004年 - 2011年、プリモプエルようちえんの分校）
  - 井上百貨店 おもちゃ売場（長野県松本市、2004年 - 2009年）
  - 東急百貨店たまプラーザ店 玩具売場（神奈川県横浜市、2014年 - 2017年）
  - 東急百貨店吉祥寺店 玩具売場（東京都武蔵野市、2014年 - 2017年）
  - ヤマシロヤ（東京都台東区、2014年 - 2017年）
  - 京王百貨店聖蹟桜ヶ丘店 玩具売場（東京都多摩市、2014年 - 2017年）
  - 京王百貨店新宿店 玩具売場　（東京都新宿区、2014年 - 2017年）
  - おもちゃのマルマン（千葉県柏市、2014年 - 2015年）
  - そごう千葉店 玩具売場（千葉県千葉市、2014年 - 2017年）
  - おぢいさんの店マイン店（埼玉県桶川市、2014年 - 2015年）
- 東海・北陸
  - キデイランド静岡店（静岡県静岡市、2000年 - 2002年）
  - キデイランド清水店（静岡県清水市、2000年）
  - キデイランド名古屋店（愛知県名古屋市、2000年 - 2002年）
  - 松坂屋名古屋店 玩具売場（愛知県名古屋市、2001年 - 2015年）
  - おもちゃキャット半田店（愛知県半田市、2003年 - 2009年、プリモプエルようちえんの分校）
  - 名鉄丸栄百貨店 おもちゃ売場（愛知県一宮市、2003年 - 2010年、プリモプエルようちえんの分校）
  - BANDAI asobi: 御殿場店（静岡県御殿場市、2014年 - 2017年）
  - キデイランド福井店（福井県福井市、2000年）
  - 名鉄エムザ 玩具売場（石川県金沢市、2003年 - 2013年）
  - おもちゃのバンビ清水町店（富山県高森市、2004年 - 2005年）
- 近畿
  - キデイランド尼崎店（兵庫県尼崎市、2000年）
  - キデイランド大阪梅田店（大阪府大阪市、2000年 - 2009年、プリモプエルようちえんの分校）
  - キデイランド京阪枚方店（大阪府枚方市、2000年 - 2002年）
  - For kids' あべのハルカス近鉄本店（大阪府大阪市、2000年 - 2017年）
  - 阪急百貨店うめだ本店 玩具売場（大阪府大阪市、2001年 - 2002年）
  - 阪神百貨店 玩具売場（大阪府大阪市、2001年 - 2009年、プリモプエルようちえんの分校）
  - 高島屋大阪店 玩具売場（大阪府大阪市、2001年 - 2002年）
  - キデイランド姫路店（兵庫県姫路市、2001年 - 2002年）
  - 京都高島屋 玩具売場（京都府京都市、2001年 - 2002年）
  - ジェイアール京都伊勢丹 玩具売場（京都府京都市、2001年 - 2009年）
  - そごう神戸店 玩具売場（兵庫県神戸市、2005年 - 2011年、プリモプエルようちえんの分校）
  - よしだTOY’S（奈良県奈良市、2014年 - 2017年）
  - 近鉄百貨店和歌山店 玩具売場（和歌山県和歌山市、2014年 - 2017年）
- 中国・四国・九州
  - キデイランド松江サティ店（島根県松江市、2000年 - 2002年）
  - おもちゃのみどり屋（広島県呉市、2001年 - 2002年）
  - 天満屋岡山店 玩具売場（岡山県岡山市、2001年 - 2013年、プリモプエルようちえんの分校）
  - おもちゃの国 にしおか府中店（広島県府中市、2014年 - 2015年）
  - キデイランド高松店（香川県高松市、2000年）
  - キデイランド徳島シティ店（徳島県徳島市、2000年 - 2009年）
  - いよてつ高島屋（愛媛県松山市、2004年 - 2009年）
  - ペリカン高松店（香川県高松市、2004年 - 2009年）
  - キデイランド福岡店（福岡県福岡市、2000年）
  - キデイランド小倉店（福岡県北九州市、2000年 - 2002）
  - キデイランド長崎店（長崎県長崎市、2000年）
  - キデイランド長崎夢彩都店（長崎県長崎市、2000年 - 2002年）
  - 井筒屋（福岡県北九州市、2001年 - 2002年）
  - トイズアミュトリアス久山店（福岡県糟屋郡、2001年 - 2002年）
  - トキハ本店（大分県大分市、2003年 - 2013年、プリモプエルようちえんの分校）
  - 山形屋 玩具売場（鹿児島県金生町、2003年 - 2009年、プリモプエルようちえんの分校）
  - インキューブ3F（福岡県福岡市、2004年 - 2013年）
  - 鶴屋百貨店（熊本県熊本市、2006年 - 2013年）

### ハートのしっぽ
東京都台東区にあったバンダイ直営のプリモプエル専門店。2003年4月22日にオープン。営業時間は11時から19時。水曜日定休。店舗面積は18.5坪。1階で多数の商品や限定グッズを販売し、2階は土足厳禁のギャラリースペース兼イベント会場となっている。2015年3月29日に閉店。

#### スタッフプエル
60体（2006年7月26日時点）以上のプリモプエルがスタッフとして住み込みで勤務していた。下記はレポートや公式ブログで活動が確認出来るスタッフプエル。
村上雷門くん（むらかみ らいもん）
2階に住んでいる家主。おっきくてびっくりプリモプエル。身長106cm。同型プリモプエルの中で唯一お喋りが出来る。こぺんぎん組。誕生日は10月29日。愛車のプリモカーはピンクのフォルクスワーゲン。名前の由来は以前に勤務していたイトーヨーカ堂八千代店の住所である村上と、浅草の雷門から。ハートのしっぽの閉店後は、バンダイ本社に勤務している。
たもくん
店長代理。プリモプエル青。たぬき組。かつてはasobi:人形町店や海老名店でも店長代理を務めていた。しっかり者で、スタッフプエルのまとめ役。初期から様々なイベントに参加しているカリスマプエル。
たくくん
たもくんの弟。コプエルわくわくソーダ。こぺんぎん組。自由奔放。リポーターとして様々なイベント会場に出張し、フランスや中国やイタリアなど海外への渡航経験も豊富。
若芽ちゃん（わかめ）
受付嬢で看板娘。プリモプエル赤。ぱんだ組。みんなのお姉さん的存在。
六ノ宮 剣くん
店長秘書。プリモプエルラムネブルー。名門六ノ宮家の長男。2階でモデルとしても活躍するイケメン。
田原マチ子先生
コロラ先生。ハートのしっぽの母親係。
丸蔵くん（まるぞう）
お笑い芸人。ハートたっぷりさくらんぼ。うさぎ組。女装癖がある。間違い探しクイズでは裸になる。キャプテン・マルーゾを名乗りしっぽ海賊団を結成し、新メンバーの勧誘や限定商品を販売した事があった。ジューンブライドセットの発売後、こんいんとどけを持ってひばりちゃんに求婚したが、フラれて号泣した。
ソナくん
おうたたっぷりグリーンサラダ。きりん組。しっぽ海賊団の番長でもある。
しずちゃん
コプエル小悪魔ぴんく。しっぽ海賊団の団員でもあり、狙撃手。
びばりちゃん
プリモプエラ。ぱんだ組。しっぽ海賊団の団員でもある。名前の由来はビバリーヒルズ。
ひばりちゃん
プリモプエラ。剣くんの事が好き。
チャックくん
プリモチョコルちゃいろ。4兄弟の長男。おとぼけリーダー。名前の由来は茶色。
アヤちゃん
プリモコロネちゃいろ。4兄弟の長女。おっとりお姉さん。名前の由来は女優さん。
パンネちゃん
プリモコロネあか。4兄弟の次女。おてんば。
コリンくん
プリモチョコルこん。4兄弟の次男で末っ子。真面目で勤勉。
プープ&プーチ&ナカガワさん
ロケ担当。浅草を中心に様々な場所を探検し、ハートのしっぽ公式ブログ内でおでかけレッツゴー!!を執筆していた。プーチは女の子。
だいちゃん
入口に建っていたプリモプエル像。ぱんだ組。営業時間外や雨の日は店内に入る。名前の由来は台東区と、台の上に乗っているから。ちゃん付けで呼ばれているが男の子。
ヨットくん&ハピハピちゃん
ハートのしっぽ公式ブログ内の園長の浅草さんぽに登場。先生達の遠足に同行し、日本各地を旅行した。
ひめちゃん&たまちゃん
秋のえんそくで仲良くなり、一緒にプリモカフェを取材しに行った。
えにしくん
おうたたっぷりグリーンサラダ。得意な事・好きな事はおうた。苦手な事・嫌いな事はだんまり。好きな言葉は「ちゅうた～っぷり」。
だいすけくん
運動会の主催者。
ぴおんちゃん
プリモプエラ。ぺんぎん組。トキハ本店やキャット半田への出張ようちえんに参加。
ピエール
フランス版コプエル。
チャイナちゃん
ハートたっぷりさくらんぼ。
キャメル
コプエル。
天空くん&ヒッポちゃん&スターあきらくん
プリモプエルハートリミテッド。
みるこちゃん
プリモプエルいちごみるく。風水効果を得る為に店内の北に座っている。
きゃのんちゃん
プリモプエルぶどうパープル。うさぎ組。転勤により長期間バンダイ本社に勤務していた。2009年5月18日にハートのしっぽに復帰。
ツナくん
おうたたっぷりグリーンサラダ。ソナくんの弟。
みつこしくん
舞台に出演した経験がある。
しょうゆくん
プリモプエル黒。専用ベッドを持っていて、いつでも寝られる。
みつこちゃん
オープン当初から勤務しているが、あまり目立たない。
ますこ
プリモプエルマスカット。植木市を宣伝した。
ハイジちゃん&春実ちゃん
2009年のバレンタインモデルに選ばれた。
じぇるくん
プリモピース黒。
えるちゃん
プリモピースピンク。
スカー
コプエル黒。ベンチやブランコに座っている。
福助
夏にスイカ割りをした。
アムロくん
ちょっぴりシャイな江戸っ子。
TENくん
プリモピース。名前の由来は10周年と、天使から。
柳恵くん（りゅうけい）
自称忍者。
マルちゃん
プリモプエルラムネブルー。丸栄百貨店で働いていたスタッフプエル。同店の閉店後、2010年10月13日にハートのしっぽへ転勤した。

### プリモプエルようちえん
プリモプエルを我が子の様に可愛がっているファンの為に設立された幼稚園。2002年4月27日に開園。ハートのしっぽを本校、全国各地のはーとなーショップを分校とし、園児のハートと体の発育の為、入園式や運動会などの年中行事、お絵描き会や遠足などのイベントを開催していた。入園費や月謝は不要。
入園方法は「園服セット」を購入後、同梱されている入園願書に必要事項を記入し、事務局に郵送するか、ようちえんに持参すれば、プリモが園児として登録される。組はプエルサイズのプリモ（プエル、テディ、プエラ、ピース）の場合は、ぱんだ組、たぬき組、りす組、うさぎ組、きりん組、ぺんぎん組、ひつじ組の7種。コプエルサイズのプリモ（コプエル、コロラ、コボル、チョコル、コロネ）、ココプエル、本体シリーズに分類されていないプリモ（くたキャラ、まばたき、とことこフレンズ、チャームストラップなど）の場合は、こぱんだ組、こたぬき組、こりす組、こうさぎ組、こきりん組、こぺんぎん組、こひつじ組の7種がある。組分けは、入園願書に書いた問の答え方によって決められる。約1ヶ月後、入園したプリモの名前入りのバッジが届き、以降様々なイベントに自由に参加出来る。2016年11月6日に閉園と全園児の卒園が発表された。

#### 主なイベント一覧
| イベント名                                                  | 開催日               | 開催場所                             | 備考                                                                               |
| ----------------------------------------------------------- | -------------------- | ------------------------------------ | ---------------------------------------------------------------------------------- |
| 春のうんどうかい                                            | 2002年5月18日        | asobi:人形町店                       | サイコロかけっこ、綱引き、玉入れなどが行われた。                                   |
| プール教室                                                  | 7月28日              | あそびー海老名店                     |                                                                                    |
| 秋のえんそく温泉ツアー                                      | 10月13日             | 神奈川県足柄下郡箱根町湯本           |                                                                                    |
| おひなまつり                                                | 2003年2月22日        | あそびー海老名店                     |                                                                                    |
| プリモプエルようちえん入園式&春のプエル展                   | 4月26日              | バンダイ本社                         | 200体以上のプエルが入園した。                                                      |
| 雨の日集会                                                  | 6月15日              | ハートのしっぽ                       | 雨は降らなかった。                                                                 |
| 七夕集会                                                    | 7月26日              | ハートのしっぽ                       | フィーリングカップル大会が行われた。                                               |
| お泊り会                                                    | 8月23日-8月24日      | ハートのしっぽ                       |                                                                                    |
| 秋のえんそく大江戸ツアー                                    | 9月12日              | 東京都江東区お台場大江戸温泉物語     | 96名の保護者、87体のプリモプエル、71体のコプエル他が参加。                         |
| 秋らしくって、お腹いっぱいプリンちゃんお誕生させ会          | 9月27日              | ハートのしっぽ                       |                                                                                    |
| 仮装コンテスト                                              | 10月31日-11月1日     | ハートのしっぽ                       |                                                                                    |
| 秋の健康診断会                                              | 11月2日              | 野田ホビー                           |                                                                                    |
| お誕生日会&秋の健康診断                                     | 11月9日              | キデイランド大阪梅田店               | 一番スタイルが良かったプエルは、クリスマスディスプレイ用の写真モデルに起用された。 |
| 秋の健康診断会                                              | 11月15日             | 東武百貨店池袋店                     |                                                                                    |
| おたんじょう会                                              | 11月22日             | バンダイ本社                         |                                                                                    |
| クリスマス集会                                              | 12月23日             | ハートのしっぽ                       |                                                                                    |
| 晴れ着撮影会                                                | 2004年1月12日        | 博品館プリモパーク                   |                                                                                    |
| バレンタイン&おひなまつり集会                               | 2月7日               | ハートのしっぽ                       | どきどきカップル大会などが行われた。                                               |
| 入園予定集会                                                | 2月23日              | ハートのしっぽ                       | たぬき組の先輩園児たもくんが集会をお手伝いした。                                   |
| プリモプエルようちえん入園式・始業式                        | 4月24日              | バンダイ本社                         | 本社で426体、全国で約1000体のプエルが入園。村上くんも入園した。                    |
| わがやのプリモプエル・ベストショット写真展                  | 4月29日-5月5日       | 丸栄百貨店おもちゃ売場               |                                                                                    |
| プエル身体測定                                              | 5月3日               | 丸栄百貨店おもちゃ売場               |                                                                                    |
| スポーツ集会                                                | 7月17日              | バンダイ本社                         | 野球や柔道が行われた。                                                             |
| プリモプエル夏のファッション写真展                          | 8月5日-8月11日       | 丸栄百貨店おもちゃ売場               |                                                                                    |
| 秋のえんそくお花めぐりツアー                                | 9月12日              | 長野県軽井沢                         | 90名の保護者と161体のプエルが参加。                                                |
| 博品館プリモパークOPEN1周年記念!お洋服コンテスト            | 10月1日-25日         | 博品館プリモパーク                   |                                                                                    |
| 秋の栗ひろい                                                | 10月9日-10月31日     | 博品館プリモパーク                   |                                                                                    |
| ハートたっぷりプエルちゃんと一緒に♪ハロウィン写真撮影       | 10月16日-10月31日    | ミンクス                             |                                                                                    |
| 秋の運動会                                                  | 11月3日              | ミシマトイス                         | 野球や柔道が行われた。                                                             |
| プエルなクリスマス・パーティー                              | 11月21日             | キデイランド大阪梅田店               | サンタさんやトナカイさんの格好をして来たプエルには、プレゼントが配られた。         |
| お誕生日&七五三&ちょっと早いクリスマスイベント              | 11月23日             | 黒田人形店                           |                                                                                    |
| プリモプエルクリスマス会                                    | 12月12日             | 丸栄百貨店おもちゃ売場               | お名前ビンゴゲームなどが行われた。                                                 |
| すてきなカップルできるかな?!みんなでハッピーバレンタイン♪   | 2005年1月30日        | 野田ホビー                           |                                                                                    |
| みんな大好き!?プリモプエルカルタ大会                        | 2月12日              | ダイコクヤ高柳本店                   | 使用されたオリジナルプエルかるたは、取った人がお持ち帰り出来た。                   |
| マスカットちゃん&いちごみるくちゃんお誕生させ会             | 2月19日              | ハートのしっぽ                       |                                                                                    |
| おっきいプエルちゃんも来る!プリモプエルイベント             | 2月19日              | キャット半田                         | 手作りアクセサリー教室も開催された。                                               |
| がんばれ!ココプエル合唱団                                   | 3月12日              | ハートのしっぽ                       |                                                                                    |
| コプエルちゃんもいっしょ♪新入園のおじゅんび会               | 3月13日              | 野田ホビー                           |                                                                                    |
| 入園準備!春の健康診断                                       | 3月19日              | キャット半田                         | 同校で初めての健康診断。                                                           |
| 身体測定                                                    | 4月9日               | 旭川分校                             |                                                                                    |
| 身体測定&新園服かわいく着れるかな集会                       | 4月16日              | ハートのしっぽ                       |                                                                                    |
| 2005プリモプエルようちえん入園式・始業式                    | 4月23日              | 東京都豊島区池袋サンシャインシティ   | 東京で365体が入園。                                                                |
| ガラポン大会                                                | 4月24日-4月25日      | 博品館プリモパーク                   |                                                                                    |
| 三社祭りだよ!しっぽに全員集合!!                             | 5月21日              | ハートのしっぽ                       | 輪投げ、ダーツ、ココプエル合唱団PART3などが行われた。                              |
| 夏の縁日                                                    | 7月16日              | ハートのしっぽ                       | ブンブンバット、悪い虫やっつけろ、お宝釣りゲームなどが行われた。                   |
| オリジナル富くじ                                            | 8月1日-8月31日       | 博品館プリモパーク                   |                                                                                    |
| わなげDE宝つり                                              | 8月20日-8月21日      | 博品館プリモパーク                   |                                                                                    |
| 小悪魔ぴんくちゃんお誕生させ会                              | 9月17日              | ハートのしっぽ                       |                                                                                    |
| 秋のえんそくマザー牧場とオリジナルジャム作りツアー          | 9月23日              | 千葉県富津市マザー牧場               | 81名の保護者と145体のプエルが参加。                                                |
| プエルといっしょにハロウィーンパーティー♪                   | 10月23日             | 野田ホビー                           |                                                                                    |
| 仮装コンテスト                                              | 10月29日-10月30日    | ハートのしっぽ                       |                                                                                    |
| プリモパークハロウィーンパーティ                            | 10月29日-10月30日    | 博品館プリモパーク                   |                                                                                    |
| プリモパーク2周年ガラポン大会                               | 11月12日-11月13日    | 博品館プリモパーク                   |                                                                                    |
| プリモプエル6thおたんじょう会                               | 11月13日             | バンダイ本社                         |                                                                                    |
| クリスマス会                                                | 12月3日              | そごう神戸店                         | プレゼント交換会が行われた。                                                       |
| 似合うかな?手作りアクセサリーを作っちゃおう!                | 2006年1月21日        | ハートのしっぽ                       |                                                                                    |
| プリモプエルの初詣                                          | 1月22日              | 野田ホビー                           | 店内に設けられたプリモ神社でお参りした。                                           |
| 新春?何枚とれるかな?プエルかるた大会!                       | 1月28日              | ハートのしっぽ                       | 取ったカルタはお持ち帰り出来た。                                                   |
| どきどき?わくわく?フィーリングバレンタインカップル!         | 2月12日              | ハートのしっぽ                       |                                                                                    |
| プリモプエルちゃんと遊ぼう大会!                             | 2月26日              | 黒田人形店                           | オリジナルプエルカルタ大会や、アクセサリー作り教室が行われた。                     |
| 桃の日ランラン♪おひな祭り撮影会                             | 3月4日               | ハートのしっぽ                       |                                                                                    |
| 村上くんからホワイトデーキャンディプレゼント                | 3月12日-3月14日      | ハートのしっぽ                       |                                                                                    |
| 入園準備はできたかな?プエルようちえん身体検査               | 3月18日              | ハートのしっぽ                       | 体重測定の結果に誤りがあったと判明し、後日謝罪した。                               |
| 2006プリモプエルようちえん入園式                            | 4月8日               | バンダイ本社                         |                                                                                    |
| 2006プリモプエルようちえん入園式                            | 4月15日              | 丸栄百貨店                           |                                                                                    |
| 2006プリモプエルようちえん入園式                            | 4月16日              | 黒田人形店                           |                                                                                    |
| 2006プリモプエルようちえん入園式                            | 4月16日              | ミシマトイス                         |                                                                                    |
| 2006プリモプエルようちえん入園式                            | 4月16日              | 旭川分校                             |                                                                                    |
| 2006プリモプエルようちえん入園式                            | 4月22日              | 博品館プリモパーク                   |                                                                                    |
| 2006プリモプエルようちえん入園式                            | 4月23日              | そごう大宮店                         |                                                                                    |
| 2006プリモプエルようちえん入園式                            | 4月23日              | 野田ホビー                           |                                                                                    |
| 2006プリモプエルようちえん入園式                            | 4月29日              | トキハ本店                           |                                                                                    |
| 2006プリモプエルようちえん入園式                            | 5月6日               | そごう神戸店                         |                                                                                    |
| 2006プリモプエルようちえん入園式                            | 5月7日               | 丸井今井札幌店                       |                                                                                    |
| 2006プリモプエルようちえん入園式                            | 5月13日              | 阪神百貨店玩具売場                   |                                                                                    |
| プリモプエル健康診断会                                      | 4月29日-4月30日      | 博品館プリモパーク                   |                                                                                    |
| 今年もやるよっ!三社祭りだ!しっぽに集合!                     | 5月20日              | ハートのしっぽ                       |                                                                                    |
| おうた♪ちょっぴり発表会                                     | 6月17日              | 博品館プリモパーク                   |                                                                                    |
| おうた♪ちょっぴり発表会                                     | 8月19日              | 博品館プリモパーク                   |                                                                                    |
| おうた♪ちょっぴり発表会                                     | 11月18日             | 博品館プリモパーク                   |                                                                                    |
| おうた♪ちょっぴり発表会                                     | 2007年1月20日        | 博品館プリモパーク                   |                                                                                    |
| おうた♪ちょっぴり発表会                                     | 3月24日              | 博品館プリモパーク                   |                                                                                    |
| おうた♪ちょっぴり発表会                                     | 6月30日-7月1日       | 博品館プリモパーク                   |                                                                                    |
| おうた♪ちょっぴり発表会                                     | 10月27日-10月28日    | 博品館プリモパーク                   |                                                                                    |
| 目指せ!ベストコーディネーター!おしゃれなプエルちゃん集まれ! | 6月24日              | ハートのしっぽ                       | オリジナルコーディネートコンテストが行われた。                                     |
| 手作りお面教室                                              | 6月25日              | 旭川分校                             |                                                                                    |
| 手作りアクセサリーでバカンスにゴー!                         | 7月15日              | ハートのしっぽ                       |                                                                                    |
| プリモプエル講習会                                          | 7月23日              | ハートのしっぽ                       | プリモプエルの時計合わせや分からない事に、ハートのしっぽスタッフが答える会。       |
| プリモプエルの夏まつり                                      | 8月1日-9月11日       | 博品館プリモパーク                   |                                                                                    |
| プリモプエルようちえん手作り教室                            | 8月19日-8月20日      | ハートのしっぽ                       | 73名が参加。                                                                       |
| おうた♪発表会&運動会                                        | 9月9日               | ハートのしっぽ                       | 10組が参加。                                                                       |
| プリモプエラとおしゃれ祭♪                                   | 9月23日              | バンダイ本社                         |                                                                                    |
| プリモプエラとおしゃれ祭♪                                   | 9月30日              | バンダイ大阪支店                     |                                                                                    |
| 博品館プリモパーク3周年記念イベント                         | 11月3日-11月5日      | 博品館プリモパーク                   | オリジナルTシャツ作りを行った。                                                    |
| プリモプエル7周年お誕生会                                   | 11月11日             | バンダイ本社                         | テーマは「みんなでつくろう!」。                                                    |
| プチお誕生会                                                | 11月18日             | サガミ堂                             |                                                                                    |
| プチお誕生会                                                | 11月19日             | ミシマトイス                         |                                                                                    |
| プチお誕生会                                                | 11月19日             | そごう大宮店                         |                                                                                    |
| プチお誕生会                                                | 11月23日             | 黒田人形店                           |                                                                                    |
| クリスマス抽選会                                            | 12月23日             | ハートのしっぽ                       |                                                                                    |
| 2007年度プリモプエルようちえん入園式                        | 2007年4月14日        | バンダイ大阪支店                     |                                                                                    |
| 2007年度プリモプエルようちえん入園式                        | 4月21日              | バンダイ本社                         |                                                                                    |
| 三社祭だよ!抽選会!                                          | 5月19日              | ハートのしっぽ                       |                                                                                    |
| しっぽ合唱団 おうた発表会                                   | 5月26日              | ハートのしっぽ                       |                                                                                    |
| 夏の手作りようちえん                                        | 8月4日               | 博品館プリモパーク                   |                                                                                    |
| 夏の手作りようちえん                                        | 8月5日               | 野田ホビー                           |                                                                                    |
| 夏の手作りようちえん                                        | 8月8日-8月12日       | 丸井今井札幌店                       |                                                                                    |
| 夏の手作りようちえん                                        | 8月11日              | ハートのしっぽ                       |                                                                                    |
| 夏の手作りようちえん                                        | 8月18日              | 中合百貨店                           |                                                                                    |
| 夏の手作りようちえん                                        | 8月19日              | 旭川分校                             |                                                                                    |
| 夏の手作りようちえん                                        | 8月25日              | ダイコクヤ高柳本店                   |                                                                                    |
| 夏の手作りようちえん                                        | 9月1日               | 丸栄百貨店                           |                                                                                    |
| 夏の手作りようちえん                                        | 9月8日               | 丸井今井函館店                       |                                                                                    |
| 夏の手作りようちえん                                        | 9月16日              | 黒田人形店                           |                                                                                    |
| 夏の手作りようちえん                                        | 9月16日              | 高島屋横浜店                         |                                                                                    |
| 夏の手作りようちえん                                        | 9月22日              | サガミ堂                             |                                                                                    |
| 夏の手作りようちえん                                        | 9月23日              | ミシマトイス                         |                                                                                    |
| プリモチョコルとコロネのちょこっとおいしい1日               | 9月23日              | バンダイ本社                         |                                                                                    |
| プリモプエルフェスティバル2007                              | 11月3日              | バンダイ本社                         | テーマは「文化祭」。                                                               |
| プリモプエラ おうた♪発表会                                  | 11月10日             | ハートのしっぽ                       |                                                                                    |
| チョコルコロネお面作り教室                                  | 11月11日             | 黒田人形店                           |                                                                                    |
| クリスマス抽選会                                            | 12月22日             | ハートのしっぽ                       |                                                                                    |
| おかし掴み取り                                              | 2008年2月9日-2月14日 | ハートのしっぽ                       | ひばりちゃんの恋占い付き。                                                         |
| ほんとうのおたからはなに???エコクイズラリー!                | 3月14日-3月28日      | ハートのしっぽ                       | プリモプエルチームマイナス6%キャラクター会員記念イベント。                         |
| 入園準備しましょう!身体検査inハートのしっぽ                 | 3月22日              | ハートのしっぽ                       |                                                                                    |
| プリモプエルようちえん2008入園式                            | 4月19日              | バンダイ本社                         |                                                                                    |
| プリモプエルようちえん2008入園式                            | 4月13日              | 博品館プリモパーク                   |                                                                                    |
| プリモプエルようちえん2008入園式                            | 4月20日              | 野田ホビー                           |                                                                                    |
| プリモプエルようちえん2008入園式                            | 4月26日              | トキハ本店                           |                                                                                    |
| プリモプエルようちえん2008入園式                            | 4月27日              | 旭川分校                             |                                                                                    |
| プリモプエルようちえん2008入園式                            | 4月27日              | ダイコクヤ高柳本店                   |                                                                                    |
| プリモプエルようちえん2008入園式                            | 4月27日              | そごう大宮店                         |                                                                                    |
| プリモプエルようちえん2008入園式                            | 5月6日               | ミシマトイス                         |                                                                                    |
| プリモプエルようちえん2008入園式                            | 5月10日              | 中合百貨店                           |                                                                                    |
| プリモプエルようちえん2008入園式                            | 5月11日              | 黒田人形店                           |                                                                                    |
| スモックを着て記念撮影&七夕会                               | 7月5日               | ミシマトイス                         |                                                                                    |
| みんなでオリジナルしおり作っちゃおぅ!!                      | 9月20日              | ハートのしっぽ                       |                                                                                    |
| しっぽだいうんどうかい                                      | 10月11日             | ハートのしっぽ                       | 45名が参加。                                                                       |
| ハロウィン仮装パーティ2008                                  | 10月25日             | ミシマトイス                         |                                                                                    |
| ハロウィン仮装パーティ2008                                  | 10月26日             | 博品館プリモパーク                   |                                                                                    |
| 9周年プリモプエルお誕生会                                   | 11月9日              | バンダイ本社                         |                                                                                    |
| X'masイベント                                               | 12月20日             | ハートのしっぽ                       | X'masっぽい雰囲気の服を着て行くと、X'mas限定缶バッジが貰えた。                     |
| 2009年おみくじ大会!!                                        | 2009年1月17日        | ハートのしっぽ                       |                                                                                    |
| プリモピースちゃんお誕生させ会                              | 3月20日              | バンダイ本社                         |                                                                                    |
| 2009年度プリモプエルようちえん入園式                        | 4月4日               | バンダイ本社                         |                                                                                    |
| 2009年度プリモプエルようちえん入園式                        | 4月11日              | バンダイ大阪支店                     |                                                                                    |
| 秋のえんそく                                                | 10月3日              | 東京都江戸東京博物館                 |                                                                                    |
| プリモプエル10周年お誕生会                                  | 11月14日             | バンダイ本社                         |                                                                                    |
| プリモプエルお誕生会                                        | 11月22日             | 黒田人形店                           |                                                                                    |
| プリモちゃんと一緒に楽しむ!クリスマス会                     | 12月5日              | ミシマトイス                         |                                                                                    |
| プエルおみくじ                                              | 2010年1月4日-1月11日 | ハートのしっぽ                       |                                                                                    |
| 2010年度プリモプエルようちえん入園式                        | 4月3日               | バンダイ本社                         | だいちゃんも入園した。                                                             |
| しっぽ祭り                                                  | 6月19日              | ハートのしっぽ                       | ヨーヨー釣り、ダーツ、輪投げ、ボウリング、くじ引きなどが行われた。                 |
| 七夕サマージャンボ                                          | 7月1日-7月11日       | ハートのしっぽ                       | 当選者が来店しなかった。                                                           |
| 運動会                                                      | 10月9日              | ハートのしっぽ                       |                                                                                    |
| 11周年プリモプエルおたんじょう会                            | 11月13日             | バンダイ本社                         | 『たまごっち』からまめっちとラブリっちがゲスト出演。                               |
| 入園式                                                      | 2011年4月16日        | バンダイ本社                         |                                                                                    |
| プリモプエル12周年おたんじょう会                            | 11月12日             | バンダイ本社                         |                                                                                    |
| プリモプエルようちえん2012年度入園式                        | 2012年4月14日        | バンダイ本社                         | テーマは「オリンピック」。                                                         |
| しっぽ祭り                                                  | 6月19日              | ハートのしっぽ                       |                                                                                    |
| ハンカチ作り教室                                            | 9月15日              | ハートのしっぽ                       |                                                                                    |
| 運動会                                                      | 10月6日              | ハートのしっぽ                       |                                                                                    |
| 13周年プリモプエルおたんじょう会                            | 11月10日             | バンダイ本社                         |                                                                                    |
| プリモプエルようちえん2013年度入園式                        | 2013年4月13日        | バンダイ本社                         |                                                                                    |
| プリモプエルようちえん2013年度入園式                        | 4月20日              | バンダイ大阪支店                     |                                                                                    |
| プリモプエルようちえん2013年度入園式                        | 4月28日              | 山陽トーイ                           |                                                                                    |
| プリモプエルようちえん2013年度入園式                        | 5月6日               | 黒田人形店                           |                                                                                    |
| プリモプエルようちえん2013年度入園式                        | 5月11日              | トキハ本店                           |                                                                                    |
| お誕生祭in東京スカイツリー                                  | 11月16日             | 東京都墨田区東京スカイツリータウン   |                                                                                    |
| プリモプエルようちえん2014年度入園式                        | 2014年4月12日        | バンダイ本社                         |                                                                                    |
| プリモプエルようちえん2014年度入園式                        | 4月19日              | バンダイ大阪支店                     |                                                                                    |
| プリモプエルようちえん2014年度入園式                        | 4月29日              | ToY&HoBBY'sスズモト                  |                                                                                    |
| プリモプエルようちえん2014年度入園式                        | 5月10日              | 黒田人形店                           |                                                                                    |
| プリモプエルようちえん2014年度入園式                        | 5月18日              | 山陽トーイ                           |                                                                                    |
| プリモプエル15周年お誕生会                                  | 11月15日             | バンダイ本社                         |                                                                                    |
| プリモプエルようちえん2015年度入園式                        | 2015年4月11日        | バンダイ本社                         |                                                                                    |
| プリモプエルようちえん2015年度入園式                        | 4月18日              | バンダイ大阪支店                     |                                                                                    |
| プリモプエル運動会                                          | 10月17日             | バンダイ本社                         |                                                                                    |
| 16周年プリモプエルお誕生会                                  | 11月14日             | バンダイ本社                         |                                                                                    |
| プリモプエルようちえん2016年度入園式                        | 2016年4月9日         | バンダイ大阪支店                     |                                                                                    |
| プリモプエルようちえん2016年度入園式                        | 4月24日              | バンダイ本社                         |                                                                                    |
| プリモプエルようちえん2016年度入園式                        | 5月7日               | 黒田人形店                           |                                                                                    |
| プリモプエルようちえん2016年度入園式                        | 6月4日               | おもちゃのジャンボ                   |                                                                                    |
| プリモプエル感謝祭                                          | 11月6日              | 東京都新宿区リーガロイヤルホテル東京 | プリモプエルようちえんの閉園が発表された。                                         |

## 関連商品
- くたキャラシリーズ プリモプエル
2000年1月に発売された、ビーンズタイプのぬいぐるみ。全長約20cm。お喋り機能は搭載されていない。色は「黒」「赤」「青」「オレンジ」「紫」の5種。
2005年11月13日に6周年記念として「黒」「プリン」「さくらピンク」「プリモプープ」「プリモコロラ」「プリモテディ」のミニくたキャラ6種が追加。
2009年11月28日に「プリモプエルラベンダーミント」「プリモプープクランベリー」「プリモピースマスカットピーチ」「プリモテディサクラピーチ」のプリモフレンズ4種が追加された。
- プリモプエル ミニコレクション
2000年5月にガシャポンで販売されていたミニフィギュア。お喋り機能は搭載されていない。全10種。
- まばたきプリモプエル
2000年5月に発売された、まばたきする小型プリモプエル。音センサーを搭載している。お喋りする言葉は10語。色は「黒」「赤」「青」「オレンジ」「紫」の5種。
- おっきくてびっくりプリモプエル
2000年10月に一部の店舗でのみ販売されていた巨大ぬいぐるみ。お喋り機能は搭載されていない。色は「黒」のみ。価格は12万円。
- 香ってプリモプエル
2001年3月発売。背中に香り袋を入れられるぬいぐるみ。お喋り機能は搭載されていない。色は「黒」「赤」「青」「オレンジ」「紫」の5種。天然ハーブ入りプチサシュは「ローズ」「ラベンダー」「カモミール&ペパーミント」「シトラス」の4種。
「ラブリーいちご」「ニコニコにんじん」「ハッピークローバー」「わくわくソーダ」のコプエル版もある。
- 手作り透明ソープキット
2001年3月発売。透明ソープ、エッセンシャルオイル、プリモプエルのミニフィギュア、ハーブを混ぜてオリジナルソープを作る事が出来るキット。うっとり（ラベンダー）、しっとり（ゼラニウム）、さっぱり（ローズマリー）の3種。

### 書籍
- 『プリモプエル大百科 Best Heartner Book』
1999年11月1日発売。出版社は勁文社。プリモプエルのファンブック。
- 『ストーリーブック プリモプエル』
2000年1月1日発売。出版社はワニブックス。プリモプエルの絵本。
- 『おでかけプリモプエル コプエル大百科 BEST PARTNER BOOK』
2000年9月1日発売。出版社は勁文社。コプエルのファンブック。
- 『プリモプエルオフィシャルパーフェクトブック』
2004年11月1日発売。出版社はプリンツ21。プリモプエルシリーズの2004年10月までの歴史をまとめた本。
- 『プリモプエルといっしょ 5th Bandai official anniversary mook』
2004年12月1日発売。出版社はホビージャパン。プリモプエルの2005年のテーマ「旅」をコンセプトにしたムック本。誌上限定通販としてオリジナルお洋服「牛若丸」とシルバーアクセサリーが注文出来た。

### CD
- プエルのテーマ

1. プエルのテーマ [2:55]
作詞・作曲・歌：プリモプエル
2. お月さまとルルル [3:41]
作詞：畑亜貴 / 作曲・歌：伊藤真澄
3. プエルのテーマ（メロディ入りカラオケ）
4. プエルのテーマ（カラオケ）
5. お月さまとルルル（カラオケ）

2003年12月26日にランティスより発売。規格品番LACM-4113。PS2ゲーム『プリモプエル おしゃべりはーとなー』テーマソング。

### ゲーム
- スーパーノートクラブ専用 ビジュアルカセット プリモプエル
2000年8月発売。数種類のミニゲームが遊べる。
- プリモプエル おしゃべりはーとなー（PlayStation 2）
2003年11月27日発売。USB対応マイクを使ってプリモプエルとのお喋りや、コロラのカラオケ、コボルの射的、プープの迷路といったミニゲームが遊べる。ミニゲームの各ステージをクリアするとアイテムが手に入り、プリモプエルのお喋りする言葉やお洋服、お家に置ける家具や遊具が増える。
ソフト単品の通常版と、専用USBマイク、オリジナルカラーコプエルぬいぐるみ、おでかけリュックが付属されたコプエルマイク同梱版がある。コプエルぬいぐるみにお喋り機能は搭載されていない。通常版を購入した場合、ゲームを遊ぶには別売のUSB対応マイクを用意しておく必要がある。

### お洋服シリーズ
お洋服付きのプリモプエル「おめかし大好き!プリモプエル」の好評に応えてシリーズ化された。
- おめかしコレクション（2002年2月23日）
  - にこにこりんごトレーナーセット（青・ピンク）
  - 元気色パーカーセット（オレンジ・緑）
  - おやすみパジャマセット（青・黄）
- プリモプエル園服セット・コプエル園服セット（2002年3月2日）
- おめかしコレクション2（2002年5月）
  - Tシャツセット（青・黄）
  - サマードレスセット（白・黒）
  - サロペットセット（オレンジ・パープル）
- おめかしコレクション3（2002年7月）
  - なりきりワンちゃん・なりきりあひる・なりきりくまさん
- おめかしコレクション4 秋冬シリーズ（2002年10月25日）
  - はりきりカウボーイセット（青・赤）
  - おしゃれにクラシックセット（茶・緑）
  - わくわくストリートセット（赤・青）
- おめかしコレクション5（2002年11月）
  - なりきりサンタさんセット・なりきりトナカイさんセット
- 新春お衣装 晴れ着・羽織り・はかまセット（2002年12月21日）
- おめかしシリーズ6 スプリング（2003年2月15日）
  - なりきりもものひ（らんまんもものひおだいりさま・らんまんもものひおひなさま）
  - しましまラガーシャツセット（赤・緑）
  - おすましベストセット（白・ピンク）
- おめかしコレクション7（2003年6月13日）
  - なつなつアロハセット（ロゴT・ボタンシャツ）
  - おすましツーピースセット（マリンルック・ピンク）
  - わっしょいゆかたセット（そら・もも）
- おめかしコレクション8（2003年10月11日）
  - ふっくらこんセーターセット（あか・みず）
  - えっへんカーディガンセット（き・こん）
- おめかしコレクション9（2003年11月14日）
  - おしゃまコートセット（ちゃ・あか）
  - ぽっかぽかダウンセット（しろ・き）
- おめかしコレクション10（2004年3月20日）
  - カラフルポップTシャツセット（黄・水）
  - ごきげんニッカボッカセット（青・ピンク）
- おめかしコレクション11（2004年5月22日）
  - ランニングシャツセット（こん・あか）
  - Tシャツセット（き・あか）
- おめかしコレクション12 パジャマセット（2004年6月19日）
  - ピンク・き・みず
- おめかしコレクション13（2004年7月17日）
  - 柔道着セット
  - 野球日本代表ユニフォームセット
- おめかしコレクション14（2004年9月18日）
  - パーカーセット（おれんじ・みどり）
  - カーディガンセット（こすもす・すみれ）
- おめかしコレクション15（2004年11月25日）
  - コートセット（あか・ちゃ・みず）
  - トレーナーセット（き・みず・ぴんく）
- おめかしコレクション16（2005年1月）
  - つなぎセット（あお・あか・ベージュ）
  - ネルシャツセット（あか・ちゃ・むらさき）
- おめかしコレクション17（2005年3月17日）
  - ハートシャツセット（きいろ・くろ・みずいろ）
  - ひもシャツセット（あお・きいろ・ぴんく）
- おめかしコレクション18（2005年5月28日）
  - ギンガムチェックセット（あお・あか・ぐれー）
  - ボーダーセット（あか・きいろ・こん）
- おめかしコレクション19（2005年7月）
  - なりきり虫さんセット（てんとう虫・ハチ）
  - マリンシャツセット（あお・あか）
- おめかしコレクション20（2005年9月23日）
  - フルーツベストセット（みかん・りんご）
  - レトロボレロセット（おれんじ・しろ）
- いちごカーディガン・いちごマフラー（2005年10月）
- おめかしコレクション21（2005年11月12日）
  - ケープコートセット（うさぎ・くま）
  - ダウンセット（おれんじ・みずいろ）
- おめかしコレクション22（2006年1月21日）
  - おんぷカーディガンセット（あか・みずいろ）
  - スイーツトレーナーセット（アイス・ケーキ）
- おめかしコレクション23（2006年3月18日）
  - オーバーオールセット（あか・みどり）
  - カウボーイセット（くりーむ・みずいろ）
- おめかしコレクション24（2006年5月）
  - おんぷシャツセット（あか・きいろ）
  - ゆかたセット（あか・こん）
- おめかしコレクション25（2006年7月15日）
  - アロハシャツセット（あお・おれんじ）
  - ポロシャツセット（くろ・しろ）
- おめかしコレクション26 inオータム（2006年9月9日）
  - ジャージセット（あお・あか）
  - スーツセット（あか・くろ）
- プリモプエラおめかしコレクション（2006年10月14日）
  - ジャンパースカートセット（ぴんく・くろ）
  - カーディガンセット（あか・こん）
- ハートのしっぽコレクション（2006年10月21日）
  - おぱんつ2枚組
  - ボーダーセーター
  - ポンポンマフラー
- おめかしコレクション27 ウィンター（2006年11月11日）
  - コート&くつセット（あお・あか）
  - スカジャンセット（あお・あか）
- ハートのしっぽコレクション（2006年12月9日）
  - サスペンダースカート・サスペンダーズボン
  - 晴れ着セット
- おめかしコレクション28 in新春（2007年1月20日）
  - オーバーオールセット（グレー・ベージュ）
  - リラックスウェアセット（こん・ちゃいろ）
- おめかしコレクション29 / プリモプエラおめかしコレクション2 スプリング（2007年3月24日）
  - のんびりお出かけセット（きみどり・みずいろ）
  - オシャレ着セット（くろ・ベージュ）
  - ジャンパースカートセット
  - リラックスウェアセット
- デザインコンテスト優秀作品（2007年4月21日）
  - 忍者セット
  - カントリーエプロンドレスセット
- おめかしコレクション30 in初夏（2007年5月19日）
  - パジャマセット（みずいろ・きいろ）
  - 元気シャツセット（こん・クリーム）
- ハートのしっぽコレクション しっぽ海賊団セット（2007年5月26日）
  - Tシャツパイレーツ（みずいろ・あか）
  - サスペンダーズボン・スカート
  - スニーカー（あお・あか）
- ハートのしっぽコレクション（2006年6月16日）
  - たも海賊団セット（たもくん・わかめちゃん）
  - ジューンブライドセット
- ハートのしっぽコレクション 純和風（2007年6月30日）
  - 甚平セット
  - 浴衣セット
  - 麦わら帽子
- おめかしコレクション31 in夏（2007年7月14日）
  - チュニックセット（あお・あか）
  - ベースボールシャツセット（あお・おれんじ）
- おめかしコレクション32 / プリモプエラおめかしコレクション3 / ちょこっとおめかしコレクション inオータム（2007年9月29日）
  - おしゃまベストセット（しろ・みどり）・おしゃまワンピースセット（しろ・ぴんく）
  - ナチュラルカラーセット（くりーむ・ちゃいろ）
  - きりりカーディガンセット（あか・くろ）
- おめかしコレクション33 inウィンター（2007年11月10日）
  - あったかチェックセット（ぴんく・みずいろ）
  - マフラーブルゾンセット（あお・しろ）
- ハートのしっぽコレクション なりきりシリーズ（2007年12月8日）
  - なりきりサンタケープセット
  - なりきりねずみさんセット
- おめかしコレクション34 inスプリング（2008年1月26日）
  - ジージャンセット（あお・しろ）
  - フルーツなりきりセット（あおりんご・みかん）
- ちょこっとおめかしコレクション2 inスプリング（2008年2月9日）
  - おやつシャツセット（きいろ・クリーム）
  - いちごエプロンセット（おれんじ・みずいろ）
- ハートのしっぽコレクション プリモチョコル園服セット・プリモコロネ園服セット（2008年2月23日）
- おめかしコレクション35 inスプリング（2008年3月29日）
  - アクティブセット（きいろ・みずいろ）
  - ハッピーカラーセット（うさぎ・くま）
- カンフー服セット・チャイナ服セット（2008年6月21日）
- おめかしコレクション36 inサマー（2008年7月19日）
  - オリジナルTシャツセット（おれんじ・きみどり）
  - アロハシャツセット（あか・しろ）
- おめかしコレクション37 inウィンター（2008年11月8日）
  - つりずぼんセット（グレー・しろ）
  - ベストずぼんセット（みどり）・スカートセット（しろ）
- プリモプエルようちえん 園服（2009年3月14日）
- おめかしセレクション inスプリング（2009年3月20日）
  - ラグランTシャツ（あお・おれんじ）
  - ジップアップパーカー（ちゃいろ・みずいろ）
  - リラックスずぼん（こん・ボーダーちゃいろ）
- おめかしセレクション2 inサマー（2009年7月25日）
  - 10周年アニバーサリーTシャツ
  - タンクトップ
  - プリモポロシャツ
- ハートのしっぽコレクション（2009年9月26日）
  - スニーカー（ピンク）
  - ストラップシューズ（きいろ）
  - おパンツ（しろ・きいろ）
- おめかしセレクション3 / ちょこっとおめかしセレクション オータムアソート（2009年10月31日）
  - Vネック襟付き長袖Tシャツ（きいろ・あお）
  - 前あきボタンシャツ・カーディガン（あか）
  - リラックスズボン（くろ）・サスペンダー付きずぼん（グレー）
- ハートのしっぽコレクション アニバーサリーおめかしセット（2009年11月7日）
- ハートのしっぽコレクション なりきりとらぐるみ（2009年12月12日）
- おめかしセレクション4 スプリングアソート（2010年3月27日）
  - ロングTシャツ・パーカーベスト（オレンジ）
  - つなぎ（黄）・オーバーオール（デニム）
  - 手袋&靴下
- おめかしセレクション5 / ちょこっとおめかしセレクション2 サマーアソート（2010年6月19日）
  - アロハシャツ（あお）・ウィンドブレーカー（かえる）
  - はっぴ&はちまき・3段フリルワンピース（ぴんく）
  - サイドラインいりリラックスずぼん（くろ&みどり）
- おめかしセレクション6 オータムアソート（2010年9月18日）
  - 雪の精シリーズ
  - アウトドアシリーズ
- おめかしセレクション7 / ちょこっとおめかしセレクション3 なりきりうさぐるみ（2010年11月13日）
- おめかしセレクション8 / ちょこっとおめかしセレクション4 スプリングアソート（2011年3月19日）
  - 花柄刺繍ワンピース、フード付カーディガン、リバーシブルトレーナー、サスペンダー付ジーンズ、プエルリュック（くろ・ぴんく）
- おめかしセレクション9 サマーアソート（2011年6月25日）
  - 水玉チューブトップワンピースセット
  - マリンセット
  - 総柄サマーTシャツセット
- おめかしセレクション10 / ちょこっとおめかしセレクション5 オータムアソート（2011年9月23日）
  - フード付ラガーシャツセット
- おめかしセレクション11 / ちょこっとおめかしセレクション6 なりきりたつぐるみ（2011年11月12日）
- おめかしセレクション12 / ちょこっとおめかしセレクション7 プリモパンダ（2011年12月17日）
- おめかしセレクション13 スプリングアソート（2012年3月）
  - アイ・ラブ・くじらセット
  - プリモプエル水玉Tシャツセット
  - チアガールセット
- おめかしセレクション14 / ちょこっとおめかしセレクション8 サマーアソート（2012年6月）
  - アイ・ラブ・カメラセット
  - うきうきピクニックワンピ
  - オリジナルヴィンテージT
- おめかしセレクション15 オータムアソート（2012年9月15日）
  - プエルひこうきデザインセット
  - リバーシブルるんるんセット
  - ポンポン栗ジャンパーセット
- おめかしセレクション16 なりきりへびぐるみ（2012年11月10日）
- おめかしセレクション17 デザイナーパンツセット（2012年11月10日）
- おめかしセレクション18 スプリングアソート（2013年3月）
  - おだんごシャツセット
  - ながれぼし長袖セット
  - ひらひら花びらオーバーオールセット
- おめかしセレクション19 / ちょこっとおめかしセレクション9 サマーアソート（2013年6月15日）
  - ビーチウェアセット
  - サマーセレブセット
  - ロックセット
- おめかしセレクション20 オータムアソート（2013年9月）
  - スイスふりふりるドレス
  - ウエスタンカウボーイセット
  - 長～いマフラーセット
- おめかしセレクション21 / ちょこっとおめかしセレクション11 うまぐるみ（2013年11月9日）
- ハートそだつよ!トレーナー（2013年11月9日）
- おめかしセレクション22 スプリングアソート（2014年3月15日）
  - プリモパジャマセット
  - スプリングジャケットセット
  - 園服セット（男の子用・女の子用）
- おめかしセレクション23 サマーアソート（2014年6月14日）
  - オーバーオールセット
  - まつりじんべいセット
  - プリモにゃんこセット
- おめかしセレクション24 オータムアソート（2014年9月13日）
  - ハンサムセット
  - リスカバーオール
  - ダウンベストセット
- おめかしセレクション25 / ちょこっとおめかしセレクション12 ひつじぐるみ（2014年11月8日）
- あったかセーターセット（2014年11月8日）
- おめかしセレクション26 15周年記念（2014年11月8日）
  - レトロジャケットセット・レトロドレスセット
- おめかしセレクション27 スプリングアソート（2015年3月14日）
  - ピクニックコーデセット
  - テントウムシぐるみセット
  - おでかけ小物3点セット
- おめかしセレクション28 サマーアソート（2015年7月11日）
  - ぺんぎんぐるみセット
  - マリン柄ロングワンピース
  - アロハシャツセット
- おめかしセレクション29 オータムアソート（2015年9月12日）
  - あったかパーカーセット
  - お着物セット（女の子用・男の子用）
- おめかしセレクション30 ウィンターアソート（2015年11月7日）
  - おさるセット（大・小）
  - あったかポンチョ

### 雑貨シリーズ
- ストラップ プリモプエル（2000年1月）
- ピンズ プリモプエル（2000年1月）
- アンテナキャラホッパー プリモプエル（2000年2月）
- 携帯ベンダブルホルダー プリモプエル（2000年2月）
- ぬいぐるみキーチェーン プリモプエル（2000年2月）
- キャラスナップ プリモプエル（2000年3月）
- ピタコット プリモプエル（2000年4月）
- ストレーナー&フタ付きマグカップ（2001年4月）
- プリモプエル ミニミニタオル（2001年5月）
- はーとふるペアタンブラー（2001年7月）
- プリモプエル2002年カレンダー（2001年11月）
- ファスナーマスコット（2004年2月）
- でんぐりマグ（2004年2月）
- ポーチ型クッション（2004年2月）
- ジャガードタオル（2004年2月）
- ミニタオル（2004年5月）
- ペンダントヘッド（2004年5月）
- ビーズネックレス&ブレスレット（2004年5月）
- トートバッグ（2004年5月）
- ペアタンブラー（2004年5月）
- フォトアルバム（2004年5月）
- 2005年カレンダー（2004年8月）
- ごっつんこペアマスコット（2004年8月）
- チョーカー（2004年8月）
- てくてくマグ（2004年8月）
- 千歳あめ（2004年9月）
- 5周年記念ピンズセット（2004年11月）
- ウッドチェア（2004年11月）
- 和風巾着（2004年11月）
- 和風ハンカチ（2004年11月）
- おまもり（2004年11月）
- アイビーズ はーとボトル（2004年11月）
- ティーセット（2004年12月）
- お洋服収納バッグ（2006年7月）
- ポケットティッシュカバー（2006年7月）
- こものいれ（2006年7月）
- テディのカーテンタッセル（2006年7月）
- テディのタオル地フォトフレーム（2006年7月）
- はーとなーショップ限定 ゆらゆらストラップ（2006年11月11日）
- 缶バッジ（2008年5月24日）
- キーカバー（2008年5月24日）
- お箸&お箸袋（2008年5月24日）
- エコトートバッグ（2008年5月24日）
- マグカップ（2008年5月24日）
- ミニマグカップ（2008年5月24日）
- ハートのしっぽ10周年記念品 パスケース（2013年4月13日）
- プリモプエル御朱印帳（2013年11月9日）
- はーとなーショップ限定 チャームストラップ（2014年4月12日）

## 歴史
1999年
- 11月13日、プリモプエルが発売。

2000年
- 3月、東京都中央区日本橋人形町にて、バンダイ直営店asobi:がオープン。プリモプエルの「たもくん」が店長代理に任命された。
- 9月9日、コプエルが発売。

2001年
- 4月、プリモプエル新聞が創刊。
- 4月28日、プリモコロラとプリモコボルが発売。
- 5月3日-30日、asobi:人形町店にて、プリモプエル展を開催。
- 小学館『ちゃお』2001年6月号から2002年5月号にかけて、漫画作品が連載されていた。全12回。作者はかがり淳子。
- 8月6日、iモードにてプリモプエルのキャラクターメールサービスがスタート。
- 9月1日、アクセサリー教室を開催。
- 11月1日-29日、asobi:人形町店にて、プリモプエル展を開催。プリモプエルおたんじょう会も行われた。
- 12月3日、Lモードにてプリモプエルのキャラクターメールサービスがスタート。

2002年
- テレビ朝日系列『仮面ライダー龍騎』第9、10、18、19、48話にプリモプエルが出演。
- 4月27日、プリモプエルようちえんが開園。当時はasobi:人形町店を本校、全国各地のはーとなーショップを分校としていた。
- 6月10日、asobi:人形町店が閉店。代わって、当時開店準備が進められていたプリモプエル単独店ハートのしっぽオープンまでの間、2002年4月19日にオープンしていたバンダイあそびー海老名店が臨時でプリモプエルようちえんの本校となり、業務を引き継いだ。
- 9月13日、プリモテディが発売。
- 12月7日、BS-i『恋とおしゃれと男のコ』にプリモプエルが出演。

2003年
- 3月28日、公式サイト「プリモプエル はーとねっと」が移転。
- 4月22日、東京都台東区浅草にて、プリモプエル専門店ハートのしっぽがオープン。バンダイあそびー海老名店に代わって、プリモプエルようちえんの本校となる。
- 映画『ぷりてぃ・ウーマン』のマスコットキャラクターにプリモプエルが就任。映画には出演していない。
- 5月16日-18日、浅草三社祭にプリモプエルが参加。
- 5月31日より、オリジナルトレーナーデザインコンテストを開催。
- 8月4日、プエル病院が開院。
- 8月23日-24日、日本テレビ系列『24時間テレビ 「愛は地球を救う」』の応援キャラクターとして、プリモプエルが店頭で募金活動を行った。同日、本校ではお泊り会も開催された。
- 11月1日、東京都中央区銀座にて、博品館プリモパークがオープン。
- 11月27日、PS2用ソフト『プリモプエル おしゃべりはーとなー』が発売。同作のテーマソングがランティスよりCDで発売され、プリモプエルが念願の歌手デビューを果たした。
- 12月8日、東京都新宿区新宿住友ビルディングにて、お洋服&マスコット作り講座を開催。

2004年
- 1月22日-2月14日、京急百貨店2004バレンタインフェアにて、プリモプエルスタンプラリーが開催。
- 4月10日、東京都台東区駒形バンダイ本社ビル前にて、巨大プリモプエルが設立。7月2日に「こまちゃん」と命名された。
- 4月14日、手作りお洋服発表会プリモプエルコレクション、プリコレが開催。
- 4月29日-5月5日、晴海トリトンフラワーカーニバルにプリモプエルが参加予定。とあったがレポートの報告が無く、実際に参加したかは不明。
- 6月1日-22日、演出家石井ふく子のオファーを受けて、愛知県名古屋市名鉄ホールにて、舞台『ああ離婚』にプリモプエルが出演。
- 6月12日、三重県伊勢市伊勢高柳商店街にて、高柳の夜店におっきなプエルが参加。
- 6月19日、新コプエルが発売。
- 6月20日、東京都江東区サンストリート亀戸にて、プリモプエルふぁっしょんショーを開催。
- 8月21日-22日、チャリティーバザーを実施。おっきくてびっくりプリモプエルの「村上くん」が店主を努めた。
- 9月29日、千葉県松戸市バンダイミュージアム内にて、12月末までの期間限定プリモカフェがオープン。営業時間は10時から18時30分。火曜定休。
- 9月30日より、石井ふく子のオファーを受けて、TBS系『渡る世間は鬼ばかり』にプリモプエルが登場。2015年2月23日まで出演した。
- 10月17日、黒田人形店にて、プリモプエルお神輿が登場。
- 10月23日、ハートたっぷりプリモプエルが発売。同日、バンダイ本社ビルにて、パパママ集会が開催された。
- 10月25日、伊藤園『お〜いお茶』のおまけにプリモプエルのマスコットがついてくるキャンペーンを実施。全6種、シークレット2種。
- 10月31日、プリモカフェにて、ハロウィンパーティを開催。
- 11月13日、浅草神社で七五三祭り&花やしきでおたんじょうびパーティを開催。
- 12月23日、プリモカフェにて、クリスマスパーティーを開催。

2005年
- 2月11日-14日、ハートのしっぽにて、バレンタインフェアを開催。ハートのしっぽのアイドル「若芽ちゃん」の恋の占いメッセージカード付き特製チョコが配られた。
- 2月19日、『渡鬼』幸楽プエルが巡業を開始。
- 2月26日、東京都中央区ル・テアトル銀座にて、舞台『娘よ』の応援キャラクターにプリモプエルが就任。舞台には出演していない。
- 3月12日、ココプエルが発売。
- 3月19日、プリモパークにて、プエル地蔵が誕生。
- 6月2日、ココプエルフォトコンテストを開催。
- 6月23日、ニンテンドー ゲームキューブ用ソフト『ちびロボ!』にプリモプエルがゲスト出演。
- 7月1日、プリモプエル専用クリーナー「おうちでエステ」が発売。
- 8月27日-28日、チャリティーバザーを実施。
- 9月17日-28日、山形屋設立88周年記念にて、歴代プリモプエルが玩具売場に集合。
- 11月11日、香港そごうにて、期間限定はーとなーショップがオープン。
- 12月11日、ハワイ州オアフ島ホノルル市にて、ホノルルマラソンのマスコットキャラクターにプリモプエルが就任。

2006年
- 4月22日、おうたたっぷりプリモプエルが発売。
- 8月27日、チャリティーバザーを実施。
- 10月14日、プリモプエラが発売。

2007年
- 8月19日、チャリティーバザーを実施。
- 9月14日、公式サイトにて、フラッシュアニメ「ちょこっとタウンのちょこっと不思議なお話」が公開。全3話。
- 9月29日、プリモチョコルとプリモコロネが発売。

2008年
- 6月17日、第1回日本おもちゃ大賞の共遊玩具部門にて、プリモプエルシリーズが優秀賞を受賞[48]。
- 7月より、プリモプエルフォトギャラリーコンテストを開催。
- 8月31日、チャリティーバザーを実施。売上の484,916円を全て24時間テレビチャリティーバンクへ募金した。

2009年
- 3月20日、プリモピースが発売。
- 4月5日-12日、東京都新宿区FEWMANYにて、PLIMO HOTELを開催。
- 8月30日、チャリティーバザーを実施。412,523円を募金した。

2010年
- 2月、プリモプエル友の会「プリとも」が開設。
- 8月29日、チャリティーバザーを実施。317,027円を募金した。

2011年
- 主婦と生活社『ね～ね～』2011年6月号から、プリモプエルのちょこっとオトボケ絵日記が連載されていた。
- 8月21日、チャリティーバザーを実施。

2012年
- 8月26日、チャリティーバザーを実施。

2013年
- 8月25日、チャリティーバザーを実施。
- 11月9日、ハートそだつよ!プリモプエルが発売。

2014年
- 7月9日、玩具福祉学会より、プリモプエルが第一回玩具賞の大賞を受賞[49]。
- 8月31日、チャリティーバザーを実施。

2015年
- 3月23日、プリモプエルのLINEスタンプが発売。
- 3月29日、ハートのしっぽが閉店。
- 8月23日、チャリティーバザーを実施。

2016年
- 11月6日、プリモプエルようちえんが閉園。イベント来場者に卒園証書が配られた。

2017年
- 11月30日、プリモプエル友の会が終了。

2018年
- 6月30日、プエル病院が閉院。
- 10月、CEATECに出品された『IoTコアモジュール』のオンラインパートナーにプリモプエルが起用された[50]。

2019年
- 10月25日、公式サイト「プリモプエル はーとねっと」が閉鎖。